# Serwy (Romowie)
Serwy (rom. Servy, ros. Сэрвы, ukr. Cepви) – językowo-etnograficzna grupa Romów, zamieszkująca głównie Ukrainę oraz Rosję, a także pozostałe kraje byłego ZSRR.
Nazwa grupy może świadczyć o pochodzeniu przodków współczesnych Serwów z terenów dawnej Serbii, choć z drugiej strony może być ona związana z określeniem innej społeczności romskiej – Servika Roma, zamieszkującej dziś głównie Słowację. Nazwa Servika Roma również może wiązać się z toponimem Serbia, jednak niewykluczone, iż pochodzi ona od łac. servus („sługa”), co świadczy o służebnym charakterze tej populacji w czasach feudalizmu i dzięki tej analogii została ona przeniesiona na ukraińskich Serwów, którzy nie muszą być bezpośrednio związani ze słowackimi. Odrębność językowo-etnograficznej grupy Serwów uformowała się na Ukrainie w początku XVII wieku.
Tradycyjna kultura charakteryzuje się dużą ilością elementów zaczerpniętych od słowiańskiego otoczenia społecznego oraz praktykowaniem zawodów związanych z muzyką, handlem końmi, kowalstwem oraz wróżbiarstwem. W przeszłości członkowie tej grupy służyli również w kozackich wojskach. Pośród wierzących główne wyznanie stanowi prawosławie. Pomimo posiadania własnego dialektu romani (należącego do centralno-południowej gałęzi dialektów tego języka) obecnie znaczna część Serwów na co dzień posługuje się wyłącznie językiem rosyjskim. Ich kultura jest w znacznym stopniu zasymilowana, zaś członkowie grupy w porównaniu z większością pozostałych grup romskich charakteryzują się dużym stopniem integracji z resztą społeczeństwa, dużym odsetkiem osób wykształconych oraz szerokim spektrum wykonywanych zawodów.

## Znane osoby
- Walentin Bagłajenko (Валентин Баглаенко) – śpiewak, aktor teatru i kina
- Michaił Erdenko (Михаил Эрденко) – skrzypek, kompozytor
- Nikołaj Erdenko (Николай Эрденко) – śpiewak, kierownik muzyczny teatru Romen (Ромэн), twórca zespołu Dżang (Джанг)
- Siergiej Erdenko (Сергей Эрденко) – skrzypek, jeden z założycieli zespołu Łojko (Лойко)
- Eugene Hütz (Євген Гудзь) – piosenkarz, gitarzysta i autor tekstów nowojorskiej grupy Gogol Bordello, DJ i aktor
- Jurij Iwanienko (Юрий Иваненко) – dyrektor chersońskiej filharmonii okręgowej, wydawca książek dla dzieci w języku romskim
- Aleksandr Kołpakow (Александр Колпаков) – gitarzysta-wirtuoz
- Wadim Kołpakow (Вадим Колпаков) – gitarzysta-wirtuoz
- Nikołaj Sliczenko (Николай Сличенко) – aktor teatru i kina, kierownik teatru Romen